# Encyklopedia wychowawcza
Encyklopedia wychowawcza – wielotomowa, polska encyklopedia pedagogiczna wydana w latach 1880–1923 w Warszawie   .

## Historia
Została zainicjowana przez księcia Jana Tadeusza Lubomirskiego w 1880 i wychodziła do 1894, kiedy z powodu braku wystarczającej liczby prenumeratorów uległa 5-letniemu zawieszeniu. W 1899 ks. Lubomirski przelał prawa do jej wydawania oraz cały nakład, jaki pozostał, na specjalnie utworzony komitet redakcyjny pod kierownictwem redaktora naczelnego Romana Plenkiewicza, który przed śmiercią przekazał od zeszytu 5 tomu 4 dalsze prowadzenie wydawnictwa Janowi Nitowskiemu .
Encyklopedia z przerwami wychodziła do lat 20. XX wieku. Pierwsze cztery tomy (każdy po 8 zesz.) opublikowane zostały w latach 1880–1890. Kolejne tomy publikowane były w latach 1900–1914, kiedy encyklopedia została po raz drugi zawieszona z braku funduszy na czas I wojny światowej. Wznowiono ją w 1919, kiedy Jan Nitowski w imieniu komitetu redakcyjnego przelał prawo dalszego jej wydawania oraz pozostały po niej remanent na Instytut Pedagogiczny w Warszawie w osobie jego dyrektora Pawła Sosnowskiego. Państwowy Instytut Pedagogiczny wystąpił do Ministerstwa z wnioskiem o subsydium i z końcem 1920 uzyskał zapomogę do sumy 100 000 marek polskich. Wówczas dyrektor Instytutu zaprosił na wspólną naradę wszystkich żyjących członków dawnych komitetów redakcyjnych, którzy zdecydowali, żeby całe wydawnictwo Encyklopedii Wychowawczej przekazać Towarzystwu Nauczycieli Szkół Wyższych i Średnich oraz Wydawnictwu Książnica Polska .
W dalszej kolejności Zarząd Główny Towarzystwa Nauczycieli powołał na redaktora Feliksa Kierskiego, który do komitetu redakcyjnego zaprosił: K. Chodynickiego, K. Czerwińskiego, Tadeusza Jaroszyńskiego, Józefę Joteyko, Bogdana Nawroczyńskiego, S. Saskiego, P. Sosnowskiego, W. Woytowicza i L. Zarzeckiego. Stronę wydawniczą przedsięwzięcia objęła Książnica Polska Towarzystwa Nauczycieli Szkół Wyższych. W dwudziestoleciu międzywojennym Encyklopedia wychowawcza wychodziła zeszytami w układzie alfabetycznym. W 1923 z prasy drukarskiej zszedł zeszyt Polska współczesna: oświata i szkolnictwo (1914–1921). W druku znajdowała się wówczas litera R .

## Komitety redakcyjne
Redaktorem naczelnym pierwszego wydania był Jan Tadeusz Lubomirski, a pozostałymi członkami byli: E. Stawiski, Stanisław Przystański i Józef Kazimierz Plebański   .
Wydanie kolejnych tomów w latach 1900–1914 redagowane było pod kierownictwem Romana Plenkiewicza, przy współudziale komitetu redakcyjnego: Władysław Andrychiewicz, Bronisław Chlebowski, Piotr Chmielowski, Samuel Dickstein, ks. Jan Gralewski, Stanisław Karpowicz, Kazimierz Król, Jan Nitowski i Henryk Struve   .
Komitet ten zmieniał swój skład i w końcu ustalił się w sposób następujący: red. nacz. Roman Plenkiewicz, K. Czerwiński, Samuel Dickstein, Jan Gralewski, Jan Karpowicz, E. Kopczyński, Henryk Struve, Stanisław Szober, L. Zarzecki, W. Chodecki, ks. J. Gralewski, J. Machlejda, W. Nowicki, J. Sosnowski, Aniela Szycówna,  .
Po roku 1919 nastąpiła kolejna zmiana. Redaktorem naczelnym został Feliks Kierski, który zaproponował współpracę kilku nowym osobom. Byli to: K. Chodynicki, K. Czerwiński, T. Jaroszyński, J. Joteyko, B. Nawroczyński, S. Saski, P. Sosnowski, W. Woytowicz i L. Zarzecki .

## Opis
Pierwsze 4. tomy wydane w latach 1880–1890  :
- T. 1. (Abecadło – Barmiewa), 1881 (632 s.),
- T. 2. (Basedow – Ćwiczenia), 1882 (669 s.),
- T. 3. (Ćwiczenia – Etnologia), 1885 (645 s.),
- T. 4. (Falk – Gostyński), 1890 (627 s.),

Tomy wydane po wznowieniu w latach 1900–1914:
- T. 5, (Górnicki Ł. - Jeske A), 1901,
- T. 6, (Jezierski F.), 1904.
- T. 7, (Literatura powszechna - nauka języków obcych), 1904–1909[4] ,
  - Zeszyt 1., (Literatura powszechna - metoda dydaktyczna), (328 s.), 1904.
- T. 8,

Tomy wydane po zakończeniu I wojny światowej oraz w okresie II RP:
- T. 9, 1922[5],
  - zeszyt 4-8, (Polska oświata i szkolnictwo do 1914), M. Straszewski, 1922,
- T. 10[5],
  - Zeszyt 9, (Polska współczesna. Oświata i szkolnictwo w dobie wojny i w Polsce niepodległej 1914–1921), 1923,
  - Zeszyt 10, (Pozytywizm)[5].